# 티치포코리아
사단법인 Teach For Korea(TFK, 티치 포 코리아, 한국을 위한 교육)는 대한민국 교육의 양극화 해소를 위해 소외계층 자녀에게 입시 교육을 제공하는 단체로, '언젠가 대한민국의 모든 아이들이 사랑이 넘치는 훌륭한 교육을 받게 될 것입니다.'를 비전으로 삼고있다. 이 단체는 2010년에 최초로 설립되어, 현재 일반 멘토링과 달리 직접 고등학생을 대상으로 학원식 강의를 통해 수업과 자습지도, 상담을 진행하고 있다. 현재 사단법인 티치포코리아의 이사장은 정창영 전 연세대 총장이 맡고 있으며 이사진으로 전 하나금융그룹 회장 김승유(현 하나고등학교 이사장), 전 서울대 총장 정운찬, 국무총리실 공보실장 최형두, RBS 상무 주지원, 감사로는 회계파트 딜로이트안진회계법인 대표 한찬희 회계사, 법률파트 박현경 판사가 참여하고 있다. 또한 교사를 비롯한 모든 임원진은 순수 무보수 봉사직이다.

## 설립 배경
현재 한국의 교육은 사교육이 만연하여, 소득 격차에 따라 월평균 사교육비 지출 규모는 월평균 소득 700만원 이상인 가구는 46만 8000원, 100만원 미만 가구는 5만 3000원으로 8.8배 차이가 난다. 이러한 교육적 불평등을 해소하기 위해 TFK가 설립되었다.

## 역사
2010년 9월에 하나금융지주 홍정우 과장의 아이디어로 설립되었다. 그 해 12월에 교사 모집을 시작하여, 2011년 2월에 1기 Teacher Group을 발족했다. 3월에 하나금융의 지원이 확정되었고, 성북구청과 수혜학생 정보 안내에 대한 MOU를 체결했다. 4월에 티치 포 코리아 첫 강의실의 공사를 시작했고, 2011년 5월 3일에 공부방을 개소했고 지금까지 교육을 진행해왔다. 2012년 12월 기준으로, 43명의 선생님이 개인당 일주일에 2회 이상 수업을 맡아 주7일 내내 학생들을 지도하며 월요일부터 금요일까지는 오후 6시-10시30분, 토요일은 오후 4시-10시, 일요일은 오전 10시- 오후 10시까지 언어, 영어, 수학, 바이올린 수업 및 주말자습이 진행된다.

## 위치
성북점 : 서울시 성북구 삼선동 1가 13-1 하나은행 빌딩 3층에 위치해 있다.
서대문점 : 서울시 서대문구청 내에 위치해 있다.
관악점 : 서울시 관악구 남부순환로 234길 73 에 위치해 있다.

## 목표
단기적인 목표로는, 공부에 대한 의지는 있으나 경제적으로 어려움이 있는 고등학생들에게 양질의 교육 혜택을 제공하고, 상위권 대학에 진학을 시키는 것이다. 평등한 교육 기회 제공을 통해 사회적 불평등을 완화하는 것이 장기적인 목표이다.

## 운영
2011년 9월 기준으로, 대학수학능력시험 전국 상위 1%에 해당하는 고려대학교(4), 서울대학교(11), 연세대학교(1), 한양대학교(2), KAIST(1)에 재학 중인 19명의 선생님들이 33여명의 학생들을 가르치고 있으며, 수업 과목은 언어, 영어, 수학, 바이올린이다. 대상 학생은 기초생활수급자, 차상위계층 고등학생, 미소금융수혜자 대상 가정 자녀를 포함한다.